# Thorectes laevigatus
Thorectes laevigatus là một loài bọ cánh cứng trong họ Geotrupidae. Loài này được miêu tả khoa học năm 1798 bởi Fabricius.